# العلاقات الإريترية الليختنشتانية
العلاقات الإريترية الليختنشتانية هي العلاقات الثنائية التي تجمع بين إريتريا وليختنشتاين.

## مقارنة بين البلدين
هذه مقارنة عامة ومرجعية للدولتين:
| وجه المقارنة                                              | إريتريا                                      | ليختنشتاين                                 |
| --------------------------------------------------------- | -------------------------------------------- | ------------------------------------------ |
| المساحة (كم2)                                             | 117.60 ألف                                   | 16                                         |
| عدد السكان (نسمة)                                         | 6.33 مليون                                   | 37.47 ألف                                  |
| الكثافة السكانية (ن./كم²)                                 | 53.83                                        | 234.19 ألف                                 |
| العاصمة                                                   | أسمرة                                        | فادوتس                                     |
| اللغة الرسمية                                             | اللغة التغرينية، اللغة العربية، لغة إنجليزية | اللغة الألمانية                            |
| العملة                                                    | ناكفا                                        | فرنك سويسري                                |
| الناتج المحلي الإجمالي (بليون دولار)                      | 2.61 مليار                                   | 6.29 مليار                                 |
| الناتج المحلي الإجمالي (تعادل القوة الشرائية) بليون دولار |                                              |                                            |
| الناتج المحلي الإجمالي الاسمي للفرد دولار أمريكي          |                                              |                                            |
| الناتج المحلي الإجمالي للفرد دولار أمريكي                 |                                              |                                            |
| مؤشر التنمية البشرية                                      | 0.391                                        | 0.908                                      |
| رمز المكالمات الدولي                                      | +291                                         | +423                                       |
| رمز الإنترنت                                              | .er                                          | .li                                        |
| المنطقة الزمنية                                           | ت ع م+03:00                                  | توقيت وسط أوروبا، ت ع م+01:00، ت ع م+02:00 |

## منظمات دولية مشتركة
يشترك البلدان في عضوية مجموعة من المنظمات الدولية، منها:
| علم المنظمة | اسم المنظمة                   | تاريخ انضمام إريتريا | تاريخ انضمام ليختنشتاين |
| ----------- | ----------------------------- | -------------------- | ----------------------- |
|             | منظمة حظر الأسلحة الكيميائية  | ?                    | ?                       |
|             | الاتحاد البريدي العالمي       | ?                    | ?                       |
|             | الاتحاد الدولي للاتصالات      | 6 أغسطس 1993         | 25 يوليو 1963           |
|             | الأمم المتحدة                 | 28 مايو 1993         | 18 سبتمبر 1990          |
|             | منظمة الشرطة الجنائية الدولية | ?                    | ?                       |